# 挪威会
挪威会（Norske Mission i Kina，Norweigian Mission in China，NMC）是挪威的一个传教差会，中国内地会的一个协同公会，成立于1889年，总部兰斯菲尤尔。曾在中国山西省西北部传教。
1919年，挪威会在山西有5个传教站，1个开辟于1890年代，4个开辟于1910年代：永宁州（离石，1898）、临县（1911）、静乐（1912）、岚县（1915）、兴县（1915）。西教士18人，受餐信徒146人。
1935年，挪威会在华有西教士20人。